# نورلينا (كارولاينا الشمالية)
نورلينا (بالإنجليزية: Norlina, North Carolina)‏ هي بلدة أمريكية تقع في الولايات المتحدة في مقاطعة وارين، كارولاينا الشمالية. يقدر عدد سكانها بـ 1,118 نسمة ومساحتها 2.9 كم2 و وترتفع عن سطح البحر 128 متر.

## التركيبة السكانية
حدّد مكتب تعداد الولايات المتحدة بيانات التركيبة السكانية لنورلينا في تعداد الولايات المتحدة. في ما يلي، التركيبة السكانية حسب تعدادي 2000 و2010.

### تعداد عام 2000
بلغ عدد سكان نورلينا 1,107 نسمة بحسب تعداد عام 2000، وبلغ عدد الأسر 482 أسرة وعدد العائلات 301 عائلة مقيمة في البلدة. في حين سجلت الكثافة السكانية 381.7 نسمة لكل كيلومتر مربع (988.6/ميل2). وبلغ عدد الوحدات السكنية 534 وحدة بمتوسط كثافة قدره 184.1 لكل كيلومتر مربع (476.8/ميل2).
وتوزع التركيب العرقي للبلدة بنسبة 57.36% من البيض و41.46% من الأمريكيين الأفارقة و0.09% من الأمريكيين الأصليين و0.72% من الأعراق الأخرى و0.36% من عرقين مختلطين أو أكثر و1.36% من الهسبانيون أو اللاتينيون من أي عرق.
بلغ عدد الأسر 482 أسرة كانت نسبة 31.5% منها لديها أطفال تحت سن الثامنة عشر تعيش معهم، وبلغت نسبة الأزواج القاطنين مع بعضهم البعض 38.2% من أصل المجموع الكلي للأسر، ونسبة 21.2% من الأسر كان لديها معيلات من الإناث دون وجود شريك،  بينما كانت نسبة 3.1% من الأسر لديها معيلون من الذكور دون وجود شريكة وكانت نسبة 37.6% من غير العائلات. تألفت نسبة 34% من أصل جميع الأسر من عدة أفراد يعيشون في نفس المنزل ونسبة 18.3% كانت تتألف من شخص يعيش بمفرده يبلغ من العمر 65 عاماً أو أكثر. وبلغ متوسط حجم الأسرة المعيشية 2.30، أما متوسط حجم العائلات فبلغ 2.96.
بلغ العمر الوسطي للسكان 39.2 عاماً. وكانت نسبة 24.4% من القاطنين تحت سن الثامنة عشر، وكانت نسبة 9.4% بين الثامنة عشر والرابعة والعشرين عاماً، ونسبة 25.1% كانت واقعةً في الفئة العمرية ما بين الخامسة والعشرين والرابعة والأربعين عاماً، ونسبة 21.7% كانت ما بين الخامسة والأربعين والرابعة والستين، ونسبة 19.4% كانت ضمن فئة الخامسة والستين عاماً فما فوق. يوجد لكل 100 أنثى 83.0 ذكر، ويوجد لكل 100 أنثى في الثامنة عشر من عمرها فما فوق 77.0 ذكر.
بلغ متوسط دخل الأسرة في البلدة 25,300 دولارًا، أما متوسط دخل العائلة فبلغ 28,125 دولارًا. وكان متوسط دخل الذكور 23,182 دولارًا مقابل 21,354 دولارًا للإناث. وسجل دخل الفرد الخاص بالبلدة 12,355 دولارًا. وكانت نسبة 12.9% من العائلات ونسبة 18.8% من السكان تحت خط الفقر، وكان من هؤلاء نسبة 27.9% تحت سن الثامنة عشر ونسبة 23.4% في الخامسة والستين من العمر وما فوق.

### تعداد عام 2010
بلغ عدد سكان نورلينا 1,118 نسمة بحسب تعداد عام 2010، وبلغ عدد الأسر 471 أسرة وعدد العائلات 283 عائلة مقيمة في البلدة. في حين سجلت الكثافة السكانية 385.5 نسمة لكل كيلومتر مربع (998.4/ميل2). وبلغ عدد الوحدات السكنية 567 وحدة بمتوسط كثافة قدره 195.5 لكل كيلومتر مربع (506.3/ميل2).
وتوزع التركيب العرقي للبلدة بنسبة 48.48% من البيض و45.17% من الأمريكيين الأفارقة و0.18% من الأمريكيين الأصليين و0.36% من الأمريكيين ذوي الأصول الآسيوية و3.76% من الأعراق الأخرى و2.06% من عرقين مختلطين أو أكثر و6.26% من الهسبانيون أو اللاتينيون من أي عرق.
بلغ عدد الأسر 471 أسرة كانت نسبة 30.4% منها لديها أطفال تحت سن الثامنة عشر تعيش معهم، وبلغت نسبة الأزواج القاطنين مع بعضهم البعض 31.6% من أصل المجموع الكلي للأسر، ونسبة 22.7% من الأسر كان لديها معيلات من الإناث دون وجود شريك،  بينما كانت نسبة 5.7% من الأسر لديها معيلون من الذكور دون وجود شريكة وكانت نسبة 39.9% من غير العائلات. تألفت نسبة 34.6% من أصل جميع الأسر من عدة أفراد يعيشون في نفس المنزل ونسبة 18% كانت تتألف من شخص يعيش بمفرده يبلغ من العمر 65 عاماً أو أكثر. وبلغ متوسط حجم الأسرة المعيشية 2.36، أما متوسط حجم العائلات فبلغ 3.04.
بلغ العمر الوسطي للسكان 38.6 عاماً. وكانت نسبة 26.7% من القاطنين تحت سن الثامنة عشر، وكانت نسبة 7.1% بين الثامنة عشر والرابعة والعشرين عاماً، ونسبة 22.5% كانت واقعةً في الفئة العمرية ما بين الخامسة والعشرين والرابعة والأربعين عاماً، ونسبة 25.3% كانت ما بين الخامسة والأربعين والرابعة والستين، ونسبة 18.3% كانت ضمن فئة الخامسة والستين عاماً فما فوق. وتوزع التركيب الجنسي للسكان بنسبة 46% ذكور و54% إناث.